# Bembecinus hungaricus
Bembecinus hungaricus é uma espécie de insetos himenópteros, mais especificamente de vespas pertencente à família Crabronidae.
A autoridade científica da espécie é Frivaldszky, tendo sido descrita no ano de 1876.
Trata-se de uma espécie presente no território português.